# 第227号命令

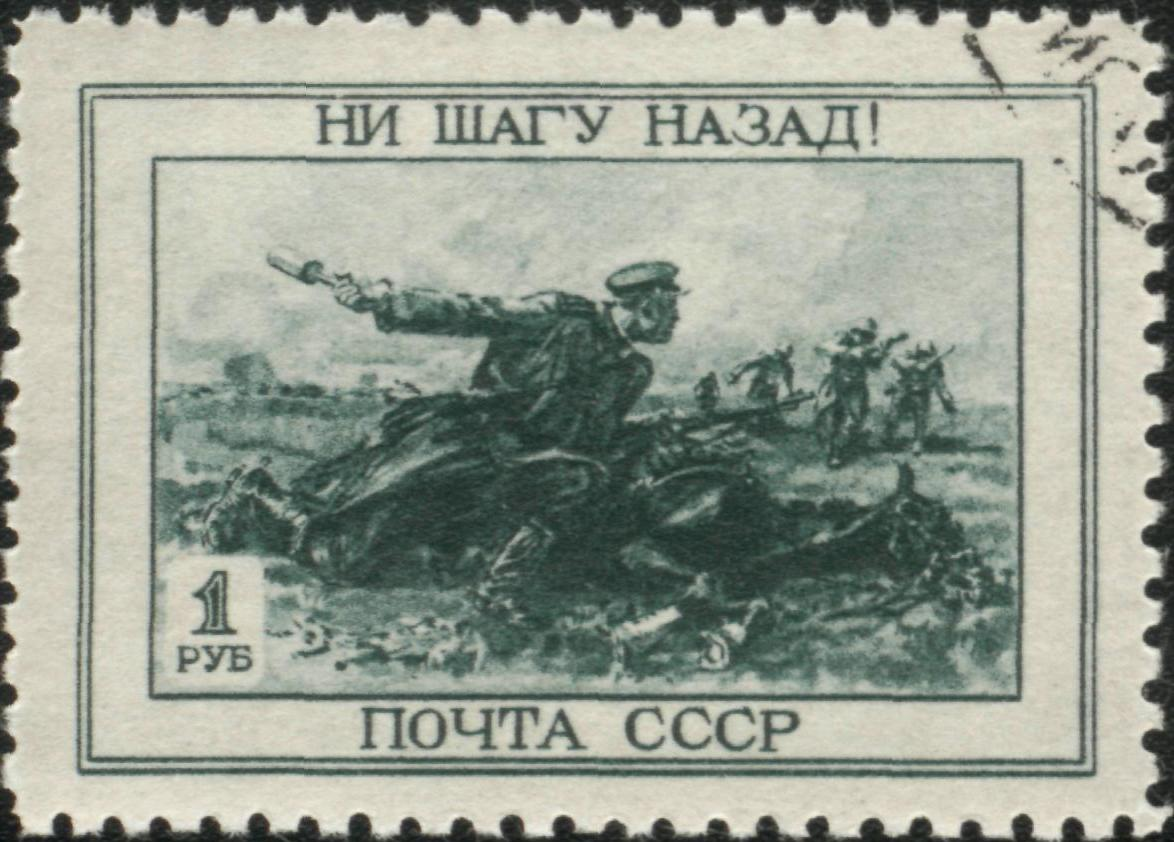
印有“一步也不许后退！”（Ни шагу назад!）标语的苏联邮票

第227号命令（俄语：Приказ № 227）是二战中苏联于1942年7月28日下达的一道命令，因该命令中含有“一步也不许后退！”而出名，它成了苏联的抵抗的一个象征。
该命令的出现与当时前线战略局势的急剧恶化有关：1942年第二次哈尔科夫战役失败后，红军又遭受了沃罗涅日地区，顿河流域和顿巴斯地区的多次失败，损失惨重，被迫撤退至伏尔加河和北高加索地区。德军占领了苏联人口最稠密，最发达的工业和农业地区。该命令指出：7000万苏联公民和大量战略资源仍留在被占领土上，苏联在人力储备和粮食储备方面远差于德国，进一步的撤退将导致苏联的战败。

## 影响
苏联元帅亚历山大·华西列夫斯基曾评价道：“在历史上的战争中，第227号命令绝对是最有力量的文档之一：其中蕴含的爱国与感性力量让我们度过了那段黑暗时光……每次读到这篇文档，我们（将军们）都下定决心一定要赢下这场大战。”
自227号命令下达之后，指挥官若无上级命令绝不允许撤退，违反者将被送上军事法庭审判。
227号命令要求每个方面军必须建立一至三个（每个军最多不过800人）由违反军令的中高级军官组成的惩戒营。惩戒营被送至东线战场最为危险的地带进行战斗。前线部队还必须配备由受罚的士官和士兵组成的惩戒连。截至1943年1月1日，至少有24993人在惩戒营中作战；到了1943年这个数字上升到顶峰177694人，并在之后两年慢慢下滑至143457人和81766人。英国史学家认为在二战中至少有994300人因227号命令被军事法庭判刑，其中至少有422700人被判参加惩戒营，另有436600人被判处禁闭，这还不包括战争中的近20万逃兵。
该命令还指示每个军队必须在后方建立“督战队”，射杀“制造恐慌者和懦夫”。命令的序言中引用了德军在冬季撤退中成功使用过的这两项措施。
。
在头三个月里，督战队射杀了1000名惩戒部队，并将24000人送到惩戒营。
根据1942年10月NKVD的一份内部名单，从1942年8月1日到1942年10月15日，有15649名逃离了斯大林格勒前线士兵被督战队接走。其中244名士兵被监禁，278名被枪决，218名被送入惩戒连，42名被送入惩戒营，14833名被送回部队。到1942年10月，常规督战队的想法被悄然放弃。
本意是为了激发受压迫的红军的士气，强调爱国主义，但它总体上产生了不利的影响，而且没有被指挥官们持续实施，他们认为转移部队建立阻击分队是浪费人力。
1944年10月29日，督战队因前线战况的变化被国家安全人民委员部（斯大林）发布的349号命令正式撤销。
很多史学家和媒体认为正是227号命令挽救了苏联，并最终逆转了东线的局势。。

## 扩展阅读
- Geoffrey Roberts. . Taylor & Francis. 2013: 64–  [2020-07-09]. ISBN 978-1-317-86890-3. （原始内容存档于2020-08-20）.